# 0711 / Cycling
El 0711 / Cycling (codi UCI: SGT), conegut anteriorment com a Team Stuttgart o Christina Jewelry, és un equip ciclista alemany, de ciclisme en ruta de categoria continental des del 2014, un any després de la seva fundació com a club.
No s'ha de confondre amb l'equip Stuttgart-Mercedes.

## Principals resultats
- Volta al Marroc: Stefan Schumacher (2016)

### A les grans voltes
- Giro d'Itàlia
  - 0 participacions

- Tour de França
  - 0 participacions

- Volta a Espanya
  - 0 participacions

## Composició de l'equip
| \| Llista de l'equip 2016 \| Llista de l'equip 2016 \| Llista de l'equip 2016 \| Llista de l'equip 2016 \| \| Ciclista \| Data de naixement \| Equip previ \| \| \| --------------------------------------- \| ---------------------- \| ---------------------------- \| ---------------------- \| \| Till Drobisch \| 2 de març de 1993 \| UC Nantes Atlantique (2015) \| \| \| Arnold Fiek \| 13 de octubre de 1993 \| \| \| \| Moritz Fußnegger \| 15 de febrer de 1996 \| MLP Bergstraße (2015) \| \| \| Morten Gadgaard \| 22 de maig de 1991 \| CCT-Champion System (2015) \| \| \| Kai Kautz \| 5 de novembre de 1987 \| \| \| \| Mathias Krigbaum (21 de març–31 de des) \| 3 de febrer de 1995 \| Veranclassic-Ago (2016) \| \| \| Georg Loef \| 22 de juny de 1994 \| \| \| \| John Mandrysch (1 de gen–21 de jul) \| 18 de octubre de 1996 \| MLP Bergstraße (2015) \| \| \| Florian Nowak \| 26 de gener de 1995 \| \| \| \| Julian Schulze \| 9 de gener de 1995 \| \| \| \| Stefan Schumacher \| 21 de juliol de 1981 \| CCC Sprandi Polkowice (2015) \| \| \| Joshua Stritzinger \| 6 de desembre de 1995 \| \| \| \| Frederik Zeuner \| 17 de agost de 1995 \| \| \| \| \| \| \| \| \| Font: ProCyclingStats \| \| \| \| |                       |                              |  |
| Llista de l'equip 2016 |                       |                              |  |
| Ciclista | Data de naixement     | Equip previ                  |  |
| Till Drobisch | 2 de març de 1993     | UC Nantes Atlantique (2015)  |  |
| Arnold Fiek | 13 de octubre de 1993 |                              |  |
| Moritz Fußnegger | 15 de febrer de 1996  | MLP Bergstraße (2015)        |  |
| Morten Gadgaard | 22 de maig de 1991    | CCT-Champion System (2015)   |  |
| Kai Kautz | 5 de novembre de 1987 |                              |  |
| Mathias Krigbaum (21 de març–31 de des) | 3 de febrer de 1995   | Veranclassic-Ago (2016)      |  |
| Georg Loef | 22 de juny de 1994    |                              |  |
| John Mandrysch (1 de gen–21 de jul) | 18 de octubre de 1996 | MLP Bergstraße (2015)        |  |
| Florian Nowak | 26 de gener de 1995   |                              |  |
| Julian Schulze | 9 de gener de 1995    |                              |  |
| Stefan Schumacher | 21 de juliol de 1981  | CCC Sprandi Polkowice (2015) |  |
| Joshua Stritzinger | 6 de desembre de 1995 |                              |  |
| Frederik Zeuner | 17 de agost de 1995   |                              |  |
| |                       |                              |  |
| Font: ProCyclingStats |                       |                              |  |

| \| Llista de l'equip 2017 \| Llista de l'equip 2017 \| Llista de l'equip 2017 \| Llista de l'equip 2017 \| \| Ciclista \| Data de naixement \| Equip previ \| \| \| ----------------------------------------------- \| ---------------------- \| ----------------------- \| ---------------------- \| \| René Alcázar González \| 30 de març de 1990 \| \| \| \| Eric Alfaro Dufour \| 24 de febrer de 1996 \| \| \| \| Jonas Engel \| 26 de agost de 1994 \| \| \| \| Arnold Fiek \| 13 de octubre de 1993 \| \| \| \| Moritz Fußnegger \| 15 de febrer de 1996 \| MLP Bergstraße (2015) \| \| \| Henrik Hamm \| 25 de octubre de 1997 \| \| \| \| Jan Hugger (21 de juny–31 de des) \| 10 de juliol de 1998 \| \| \| \| Yannick Mayer \| 15 de febrer de 1991 \| Veranclassic-Ago (2016) \| \| \| Nicola Toffali (1 de març–31 de des) \| 20 de octubre de 1992 \| \| \| \| Max Wörner \| 22 de setembre de 1996 \| \| \| \| Alexandre Ballet (1 de ago–31 de des, aprenent) \| 18 de octubre de 1995 \| \| \| \| \| \| \| \| \| Font: ProCyclingStats \| \| \| \|Nota: René Alcázar González Nota: Eric Alfaro Dufour Nota: Jonas Engel Nota: Arnold Fiek |                        |                         |  |
| Llista de l'equip 2017 |                        |                         |  |
| Ciclista | Data de naixement      | Equip previ             |  |
| René Alcázar González | 30 de març de 1990     |                         |  |
| Eric Alfaro Dufour | 24 de febrer de 1996   |                         |  |
| Jonas Engel | 26 de agost de 1994    |                         |  |
| Arnold Fiek | 13 de octubre de 1993  |                         |  |
| Moritz Fußnegger | 15 de febrer de 1996   | MLP Bergstraße (2015)   |  |
| Henrik Hamm | 25 de octubre de 1997  |                         |  |
| Jan Hugger (21 de juny–31 de des) | 10 de juliol de 1998   |                         |  |
| Yannick Mayer | 15 de febrer de 1991   | Veranclassic-Ago (2016) |  |
| Nicola Toffali (1 de març–31 de des) | 20 de octubre de 1992  |                         |  |
| Max Wörner | 22 de setembre de 1996 |                         |  |
| Alexandre Ballet (1 de ago–31 de des, aprenent) | 18 de octubre de 1995  |                         |  |
| |                        |                         |  |
| Font: ProCyclingStats |                        |                         |  |

## Classificacions UCI

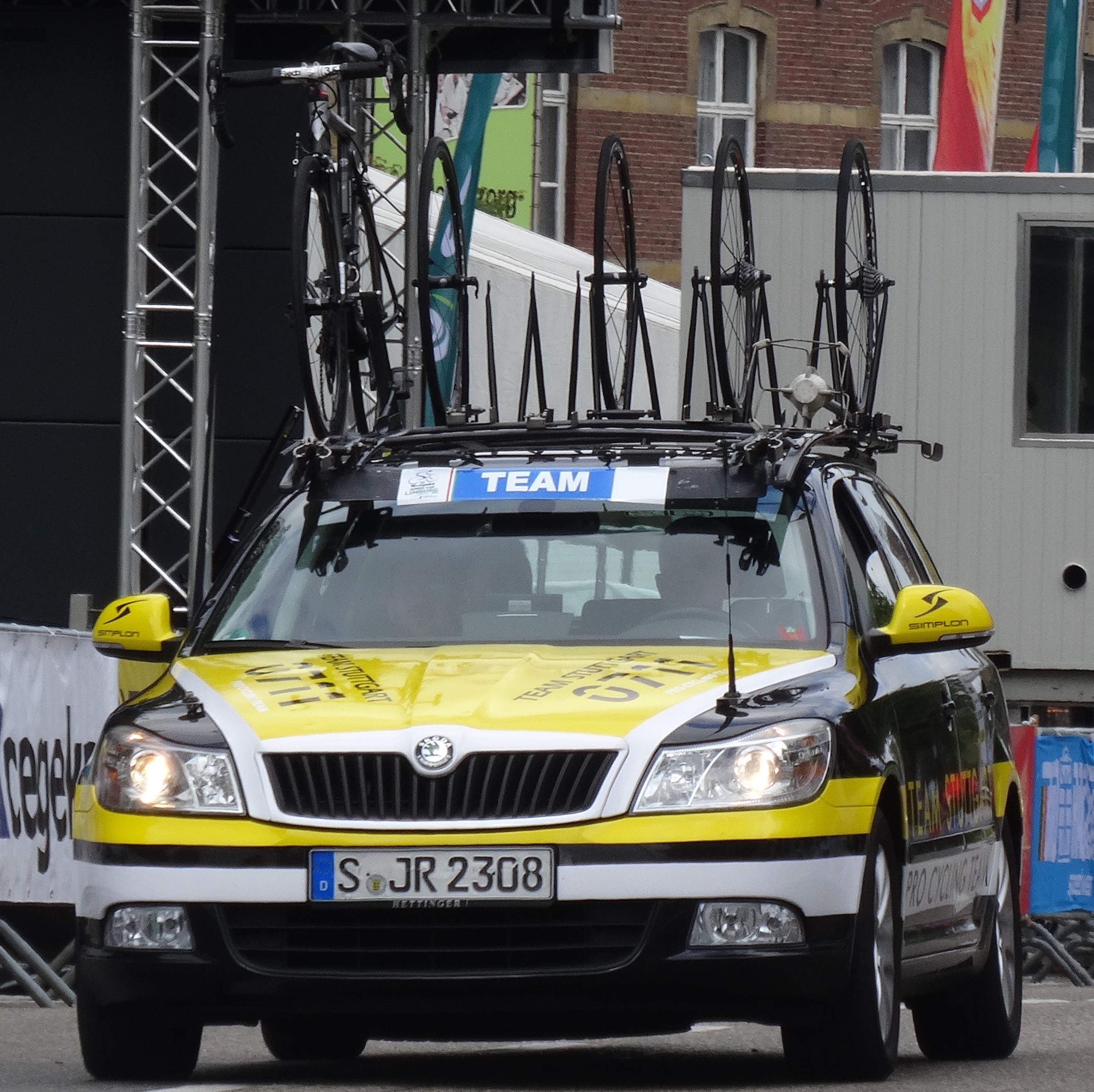
Vehicle de l'equip al 2014

L'equip participa en les proves dels circuits continentals i principalment en les curses del calendari de l'UCI Europa Tour.
UCI Àfrica Tour
| Temporada | Classificació per equips | Millor ciclista en la classificació individual |
| --------- | ------------------------ | ---------------------------------------------- |
| 2016      | 11è                      | Stefan Schumacher (55è)                        |

UCI Àsia Tour
| Temporada | Classificació per equips | Millor ciclista en la classificació individual |
| --------- | ------------------------ | ---------------------------------------------- |
| 2014      | 52è                      | Tino Thömel (63è)                              |
| 2016      | 52è                      | Stefan Schumacher (250è)                       |
| 2017      | 55è                      | Nicola Toffali (99è)                           |

UCI Europa Tour
| Temporada | Classificació per equips | Millor ciclista en la classificació individual |
| --------- | ------------------------ | ---------------------------------------------- |
| 2014      | 82è                      | Alexander Krieger (144è)                       |
| 2015      | 124è                     | Johannes Weber (855è)                          |
| 2016      | 120è                     | Stefan Schumacher (869è)                       |
| 2017      | 106è                     | Nicola Toffali (433è)                          |